# Китовское сельское поселение (Рязанская область)
Китовское се́льское поселе́ние — муниципальное образование в Касимовском районе Рязанской области Российской Федерации.
Административный центр — село Китово.

## История
Китовское сельское поселение образовано в 2004 г из Китовского и Лубяникского сельских округов.

## Население
| 2010 | 2012 | 2013 | 2014 | 2015 | 2016 | 2017 |
| ---- | ---- | ---- | ---- | ---- | ---- | ---- |
| 491  | ↗664 | ↘642 | ↘609 | ↘590 | ↘563 | ↘544 |
| 2018 | 2019 | 2020 | 2021 |      |      |      |
| ↘513 | ↘493 | ↘452 | ↗566 |      |      |      |

## Состав сельского поселения
В состав сельского поселения входят 9 населённых пунктов:
| № | Населённый пункт | Тип населённого пункта       | Население |
| - | ---------------- | ---------------------------- | --------- |
| 1 | Дворики          | деревня                      | ↘3        |
| 2 | Китово           | деревня                      | ↘22       |
| 3 | Китово           | село, административный центр | ↘198      |
| 4 | Кочемары         | деревня                      | ↘147      |
| 5 | Ламша            | деревня                      | 17        |
| 6 | Ленино           | посёлок                      | 4         |
| 7 | Лубяники         | село                         | ↘195      |
| 8 | Урядино          | деревня                      | ↘99       |
| 9 | Чарус            | село                         | ↘26       |